# رينان بريتو سواريس
رينان بريتو سواريس (بالبرتغالية: Renan Brito Soares‏) (مواليد 24 يناير 1985 في فياماو - البرازيل) لاعب كرة قدم برازيلي يلعب حاليا لصالح نادي الدرجة الأولى خيريث الإسباني منذ 2009 في مركز حارس مرمى .

## روابط خارجية
- رينان بريتو سواريس على موقع الاتحاد الدولي (مؤرشف)  (الإنجليزية)
- رينان بريتو سواريس على موقع قاعدة بيانات كرة القدم.إي يو (الإنجليزية)
- رينان بريتو سواريس على موقع Soccerway.com (الإنجليزية)
- رينان بريتو سواريس على موقع عالم كرة القدم.نت (الإنجليزية)
- رينان بريتو سواريس على موقع أوليمبيديا (الإنجليزية)
- رينان بريتو سواريس على موقع اللجنة الأولمبية البرازيلية (البرتغالية)